# زلزال حسن قلعة 1952
زلزال حسن قلعة 1952 هو زلزالٌ وقعَ في باسينلر في تركيا بتاريخ 3 يناير 1952.